# Roman Juračka
Roman Juračka (* 17. dubna 1974) je bývalý český fotbalista, obránce. 

## Fotbalová kariéra
Hrál ve druhé lize za FC LeRK Brno a SK LeRK Prostějov. Českou ligu hrál za SK Hradec Králové, nastoupil ve 42 ligových utkáních, gól v lize nedal. Na hostování působil v FC Vysočina Jihlava.

## Ligová bilance
| Ročník                            | Zápasy | Góly | Klub                |
| --------------------------------- | ------ | ---- | ------------------- |
| 2. česká fotbalová liga 1994/1995 | -      | 0    | FC LeRK Brno        |
| 2. česká fotbalová liga 1995/1996 | 11     | 0    | SK LeRK Prostějov   |
| 2. česká fotbalová liga 1996/1997 | 22     | 2    | SK LeRK Prostějov   |
| 2. česká fotbalová liga 1997/1998 | 24     | 1    | SK LeRK Prostějov   |
| 2. česká fotbalová liga 1998/1999 | 27     | 0    | SK LeRK Prostějov   |
| Gambrinus liga 1999/2000          | 17     | 0    | SK Hradec Králové   |
| 2. česká fotbalová liga 2000/2001 | 20     | 1    | SK Hradec Králové   |
| Gambrinus liga 2001/2002          | 22     | 0    | SK Hradec Králové   |
| Gambrinus liga 2002/2003          | 3      | 0    | SK Hradec Králové   |
| 2. česká fotbalová liga 2002/2003 | 15     | 0    | FC Vysočina Jihlava |
| 2. česká fotbalová liga 2003/2004 | 8      | 0    | SK Hradec Králové   |
| CELKEM 1. česká liga              | 42     | 0    |                     |